# Particiones de Mecklemburgo
Las particiones de Mecklemburgo se refieren a las divisiones del territorio histórico de Mecklemburgo, un estado señorial medieval del Sacro Imperio que se ha dividido repetidamente en varios estados sucesores (señoríos, ducados, grandes ducados). Los historiadores modernos distinguen tres divisiones principales de Mecklemburgo:
- primera partición (1234 a 1471), cuando el señorío de Mecklemburgo se dividió en cuatro señoríos: el propio Mecklemburgo, Parchim,  Werle y Rostock;
- segunda partición (1621), cuando se dividió en dos ducados: Schwerin y Güstrow;
- segunda partición (1701 a 1918/1819), cuando el ducado de Mecklemburgo-Güstrow se dividió en dos ducados: Mecklemburgo-Schwerin y el nuevo ducado de Mecklenburg-Strelitz.

## Primera partición de Mecklemburgo

Mecklemburgo después de la primera partición

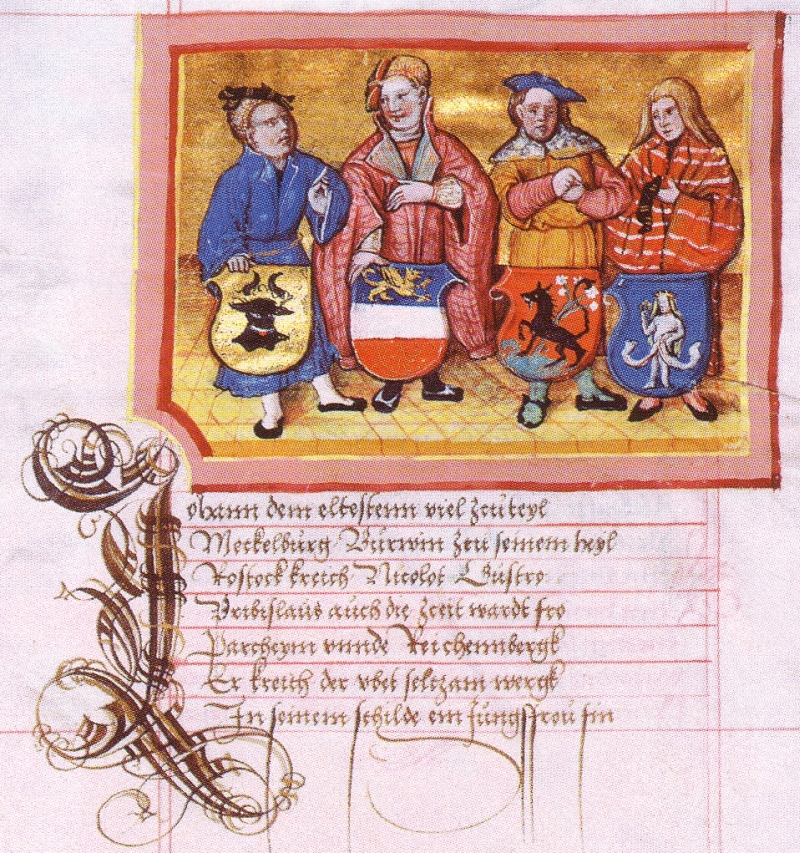
Representación de Nicolaus Marschalk en la Chronicon der mecklenburgischen Regenten (Crónica de los regentes de Mecklemburgo) alrededor de 1520

La primera partición de Mecklemburgo fue llevada a cabo en 1234 por los herederos de Enrique Borwin II, señor de Mecklemburgo. Fue el resultado de la  Realteilung  (partición debido a la herencia parcial) del territorio en cuatro Herrschaften (señoríos) o Fürstentümer (principados): Mecklemburgo, Parchim (más tarde Parchim-Richenberg), Werle y Rostock.
- Juan recibió el señorío de Mecklemburgo: el castillo de Mecklemburgo, Dassow, Klütz, Bresen (Grevesmühlen), Gadebusch, Poel, Ilow, Bug (Bukow), Brüel y Kussin (Neukloster)

- Pribislao I recibió el señorío de Parchim: Parchim, Sternberg, Brenz (Neustadt), Ture (Lübz) y Quetzin (Plau-Goldberg)
- Nicolás recibió el señorío de Werle: Werle, Bisede (Güstrow), Teterow, Laage, Krakow, Malchow, Vipperow (Röbel), Turne y Liese. Posteriormente, se agregaron las posesiones en Pomerania: Dargun, Malchin, Tucen y Gödebant-Tützen, Gädebehn (Stavenhagen), Sone-Schlön (Waren/Müritz), así como Wustrow (Penzlin)

- Enrique recibió el señorío de Rostock: Kessin (Rostock), Kröpelin, Doberan, Ribnitz, Marlow, Sülze y Tessin; Gnoien y Kalen fueron agregados más tarde.  Pasó a ser feudo danés luego de su conquista por Enrique II de Mecklemburgo en 1323.

Los efectos de la primera partición duraron hasta 1471, cuando los territorios fueron reunidos por Enrique IV, duque de Mecklemburgo por herencia.

## Segunda partición de Mecklemburgo
La segunda partición de Mecklemburgo se llevó a cabo en 1621 como resultado del  Fahrenholzer Vertrag, un acuerdo de partición, que dio como resultado la Realteilung en el Ducado de Mecklemburgo-Schwerin y Mecklemburgo-Güstrow. Aunque esta división ya existía (con interrupciones) después de la muerte de Enrique IV en 1477 y nuevamente después de 1520 (después del Neubrandenburger Hausvertrag, Contrato de la Casa de Nuevo Brandenburgo), fue solo en forma de una asignación de Ämter  (singular Amt; un tipo de división administrativa), mientras que la gobernanza general permaneció unificada.
En el acuerdo, Adolfo Federico I recibió el estado principal de Schwerin, mientras que su hermano Juan Alberto II recibió la tierra centrada en Güstrow.: 182 
Las divisiones tenían poca base histórica. Los objetivos más importantes fueron dividir todo el territorio y los ingresos de la manera más equitativa posible. Para lograr esto, Schwerin recibió los Ämter, previamente alineados con Güstrow, de Grabow, Gorlosen, Marnitz, Neukloster y Sternberg, incluida la abadía de Walsmühlen, mientras que Güstrow recibió los Ämter de Strelitz, Goldberg, Wredenhagen y Fürstenberg de Schwerin.: 290  Por lo tanto, las dos porciones consistieron en los siguientes Ämter:: 290 
Schwerin: Schwerin, Crivitz, Neubukow, Poel, Doberan, Mecklenburg, Gadebusch, Zarrentin, Neustadt Eldena, Dömitz, Neukloster, Sternberg, Lübz, Rehna, Wittenburg, Marnitz, Grabow, Grevesmühlen, Walsmühlen y Gorlosen.
Güstrow: Güstrow, Schwaan, Ribnitz, Gnoien, Dargun, Neukalen, Stavenhagen, Plan, Stargard, Broda, Feldberg, Wesenberg, Strelitz, Goldberg, Boizenburg, Wredenhagen, Fürstenberg, Ivenack y Wanzka.
Sin embargo, téngase en cuenta que los  Ämter de Wredenhagen, Fürstenberg, Ivenack y Wanzka estaban controlados de facto por el ducado de Pomerania.: 290 
Las ciudades se dividieron de manera que Schwerin recibió: Wismar, junto con todas las casas principescas, Schwerin, Parchim, Waren y Kröpelin; las ciudades nobles de Brüel, Malchow y Dassow, así como Dömitz y Zarrentin. Por su parte, Güstrow recibió: Güstrow, Laage, Cracovia, Malchin, Robel, Teterow, Neubrandenburg, Friedland, Woldegk, Penzlin, Sülze y Marlow. También ganó el Elba (a pesar de su lejanía de Güstrow) como resultado de conseguir el  Amt de Boizenburg.: 290 
La ciudad de Rostock, incluida Warnemünde, siguió siendo una posesión conjunta, al igual que las cuatro abadías del estado: Dobbertin, Malchow, Ribnitz y abadía de la Santa Cruz en Rostock. Las cortes (Hofgericht y Landgericht), el consistorio papal, la Dieta del Estado, las disputas fronterizas, el costo del  Reichskammergericht etc. también siguieron siendo preocupaciones comunes.: 291 

## Tercera partición de Mecklemburgo

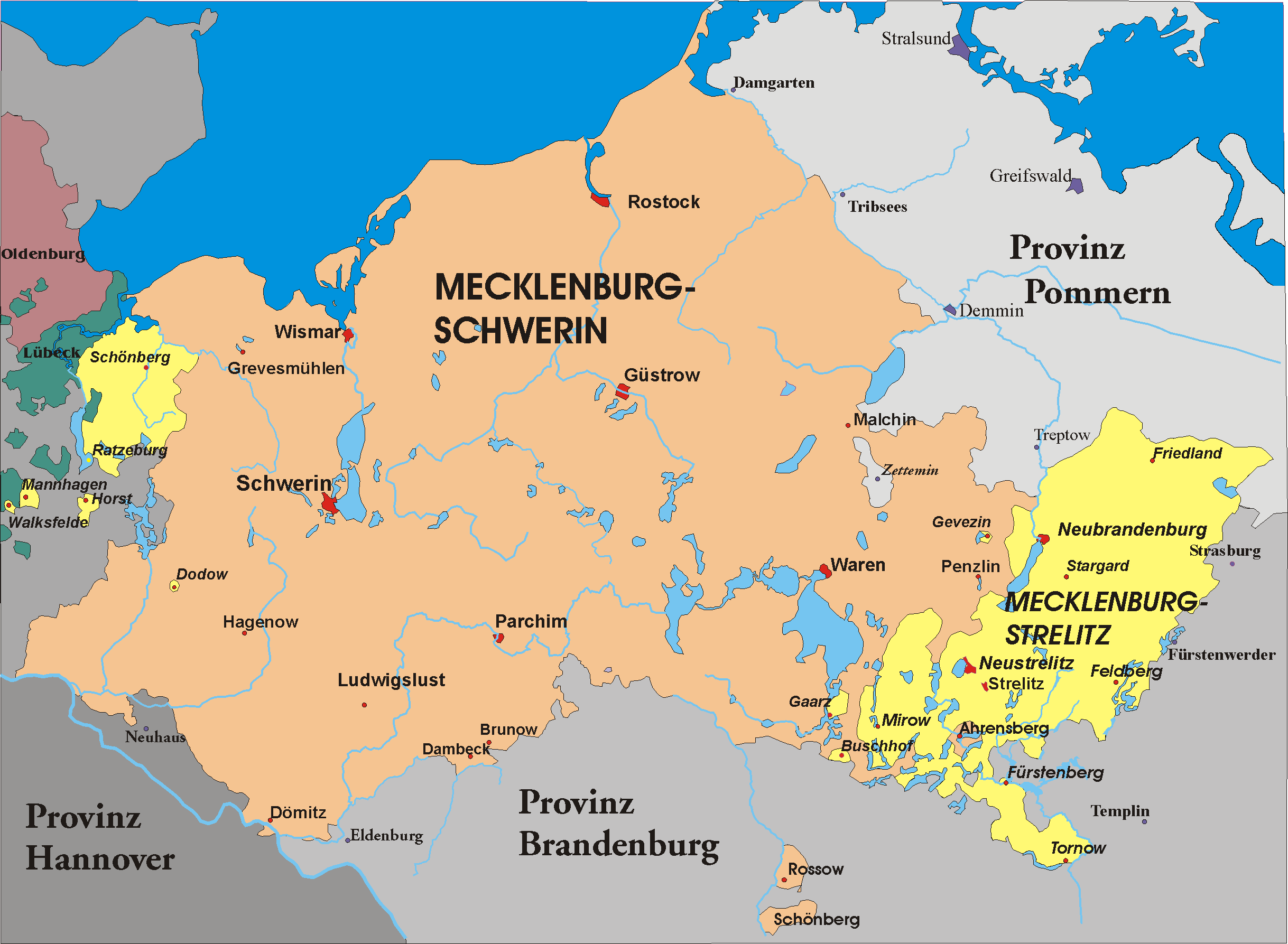
Mecklemburgo después de la tercera partición

La tercera partición de Mecklemburgo  se produjo como resultado del tratado de Hamburgo (1701) y dividió la herencia del territorio de Mecklemburgo-Güstrow entre Mecklemburgo-Schwerin y el nuevo ducado de Mecklenburg-Strelitz. Estas divisiones durarían hasta el final de la monarquía en 1918/1819, aunque con una autonomía reducida, y luego como los estados libres de Mecklemburgo-Schwerin y Mecklemburgo-Strelitz durante la República de Weimar. Los dos estados se reunieron en 1934 bajo la influencia nazi.